# ستيفانو دي تشيارا
ستيفانو دي تشيارا (بالإيطالية: Stefano Di Chiara)‏ هو لاعب كرة قدم ومدرب كرة قدم إيطالي في مركز الدفاع، ولد في 21 فبراير 1957 في روما في إيطاليا. لعب مع نادي أسكولي ونادي بيستويسي ونادي جنوى ونادي سبال ونادي كالياري ونادي كريمونيسي ونادي لاتسيو ونادي ليتشي ونادي مسينا.